# Kanton Peyriac-Minervois
Kanton Peyriac-Minervois (fr. Canton de Peyriac-Minervois) je francouzský kanton v departementu Aude v regionu Languedoc-Roussillon. Skládá se ze 16 obcí.

## Obce kantonu
- Azille
- Aigues-Vives
- Cabrespine
- Castans
- Caunes-Minervois
- Citou
- La Redorte
- Laure-Minervois
- Lespinassière
- Pépieux
- Peyriac-Minervois
- Puichéric
- Rieux-Minervois
- Saint-Frichoux
- Trausse
- Villeneuve-Minervois